# وال د چالکو سولیداریداد
وال د چالکو (به اسپانیایی: Valle de Chalco) از شهرهای کشور مکزیک است که در ایالت استادو د مخیکو قرار دارد و جمعیت آن طبق سرشماری سال ۲۰۱۰ میلادی ۳۵۷٬۶۴۵ نفر بوده است.